# Aloeides carolynnae
Aloeides carolynnae е вид пеперуда от семейство Синевки (Lycaenidae). Видът е уязвим и сериозно застрашен от изчезване.

## Разпространение и местообитание
Разпространен е в Южна Африка (Западен Кейп).
Обитава песъчливи места и хълмове.